# Absolutely Free
Absolutely Free je druhé album skupiny The Mothers of Invention v čele s Frankem Zappou.

## Seznam skladeb
Všechny skladby napsal Frank Zappa.

### Strana 1
- 1. "Plastic People" – 3:42
- 2. "The Duke of Prunes" – 2:13
- 3. "Amnesia Vivace" – 1:01
- 4. "The Duke Regains His Chops" – 1:52
- 5. "Call Any Vegetable" – 2:15
- 6. "Invocation & Ritual Dance of the Young Pumpkin" – 7:00
- 7. "Soft-Sell Conclusion" – 1:40
- 8. "Big Leg Emma" – 2:31
- 9. "Why Don'tcha Do Me Right?" – 2:37

### Strana 2
- 10. "America Drinks" – 1:52
- 11. "Status Back Baby" – 2:54
- 12. "Uncle Bernie's Farm" – 2:10
- 13. "Son of Suzy Creamcheese" – 1:34
- 14. "Brown Shoes Don't Make It" – 7:30
- 15. "America Drinks and Goes Home" – 2:46

## Sestava
- Frank Zappa – kytara, zpěv
- Jimmy Carl Black – bicí, zpěv
- Ray Collins – zpěv, tamburína
- Don Ellis – trubka v "Brown Shoes Don't Make It"
- Roy Estrada – basová kytara, zpěv
- Bunk Gardner – dřevěné nástroje
- Billy Mundi – bicí, perkuse
- Don Preston – klávesy
- John Rotella – perkuse
- Jim Fielder – kytara, piáno
- Pamela Zarubica – zpěv